# Natxo Serra Frontela
Natxo Serra Frontela (Quart de Poblet, 1966) és un polític valencià, secretari general de VerdsEquo, partit integrat a la coalició Compromís.
Com a activista ecologista inicia la seua trajectòria amb el Fons Mundial per a la Natura (WWF) de qui va arribar a representar en l'àmbit espanyol l'any 1996. Ha estat precursor de diversos espais de trobada per a entitats i organitzacions ecologistes valencianes com la Xarxa de l’Aigua Clara el 2003, predecessora de Xúquer Viu, o l'anomenat Compromís pel Territori el 2004. Va impulsar la creació d'Acció pel Clima el 2007, coordinadora valenciana permanent davant de l'Emergència Climàtica, de les principals ongs i plataformes ecologistes, partits d'esquerres, sindicats i altres organitzacions. El 2009 va participar en la reactivació de la plataforma antinuclear Tanquem Cofrents, que va arribar a liderar i coordinar. També ha format part del Consell Assessor i de Participació de Medi Ambient depenent de la Generalitat Valenciana (1999-2004), de la Junta Rectora del Parc Natural de l'Albufera de València (2005-2015) o del moviment 15M.
El 2011 s'integra en la comissió encarregada d'articular al País Valencià el partit polític ecologista Equo, que poc després s'integraria amb Els Verds-Esquerra Ecologista per formar VerdsEquo, integrat dins la coalició Compromís juntament amb els partits BLOC Nacionalista Valencià i Iniciativa del Poble Valencià. Serra esdevé coportaveu de VerdsEquo amb la diputada Cristina Rodríguez a partir de l'any 2020 i, per extensió, també coportaveu de l'executiva de Compromís com a representant del seu partit.